# Otto Locher
Otto Locher (* 9. April 1910 in Hasle bei Burgdorf; † 13. März 1985 in Tonisbach, einem Ortsteil der Gemeinde Konolfingen, reformiert, heimatberechtigt in Hasle) war ein Schweizer Politiker (BGB) und Schriftsteller.

## Leben
Otto Locher wurde am 9. April 1910 in Hasle bei Burgdorf als Sohn des Landwirts Arnold Locher geboren. Locher, von Beruf wie sein Vater Landwirt, erhielt seine Ausbildung an der Landwirtschaftsschule Schwand in Münsingen.
Daneben fungierte er 1956 als Gründungsmitglied und Geschäftsführer des bernischen sowie 1959 des schweizerischen Pächterverbands. Dazu gründete er das Organ des schweizerischen Pächterverbands "Das Landvolk" und wirkte zwischen 1961 und 1977 als dessen Redaktor. Otto Locher, der für die Belange der Pächter sowie der Landwirtschaft im Allgemeinen zahlreiche Artikel schrieb, wies früh auf die Gefahren der industriellen Landwirtschaft hin. Mit seiner Familie stiftete er den Bäuerlichen Solidaritätsfonds.
Darüber hinaus trat Otto Locher als Verfasser mehrerer Romane zu Themen aus der bäuerlichen Welt in Erscheinung.
Otto Locher war verheiratet mit Rosa, der Tochter des Landwirts Ernst Locher. Er verstarb am 13. März 1985 vier Wochen vor Vollendung seines 75. Lebensjahres in Tonisbach.

## Politische Ämter
Als Mitglied der Bauern-, Gewerbe- und Bürgerpartei gehörte Otto Locher dem Gemeinderat von Hasle bei Burgdorf an. Zudem vertrat er seine Partei von 1942 bis 1944 im Berner Grossen Rat sowie von 1969 bis 1971 im Nationalrat.

## Ehrung
- Im Jahr 1982 wurde Otto Locher mit der Silbernen Verdienstmedaille der Ökonomischen und Gemeinnützigen Gesellschaft des Kantons Bern ausgezeichnet.

## Werke (Auswahl)
- Lebensschicksale. Ein Tatsachen-Roman. Gyr-Verlag, Baden 1973.
- Ursula und Hans. Roman. Konolfingen 1976.
- Brot und Steine. Roman. Konolfingen 1977.
- Umbruch und keimende Saat. Roman. Konolfingen 1981.